# Gare de Saint-Geours-de-Maremne
Gare de Saint-Geours-de-Maremne – stacja kolejowa w Saint-Geours-de-Maremne, w departamencie Landy, w regionie Nowa Akwitania, we Francji.
Jest stacją Société nationale des chemins de fer français (SNCF), obsługiwaną przez pociągi TER Aquitaine.